# Сац, Илья Александрович
Илья Александрович Сац (18 (30) апреля 1875, Чернобыль, Киевская губерния — 11 (24) октября 1912, Москва) — русский композитор, дирижёр, виолончелист, театральный композитор.

## Жизнь и творчество
Илья Сац родился в местечке Чернобыль в еврейской семье. Его отец, Александр Миронович Сац, был присяжным поверенным. Вырос в Чернигове, где обучался в классической гимназии. Недоучившись, в 1890 году самостоятельно уехал в Киев, работал носильщиком, посыльным. Учился в Киевском музыкальном училище, в 1897—1899 — в Московской консерватории по классу виолончели. Контрапункт изучал у С. Т. Танеева. С 1903 по 1907 годы учился в Музыкально-драматическом училище Московского филармонического общества. Одновременно в 1905 году — заведующий музыкальной частью Театра-студии на Поварской, с 1906 года заведующий музыкальной частью и дирижёр МХТ.
Особенной популярностью пользовалась музыка Ильи Саца к постановке «Синей птицы» М. Метерлинка. Писал он музыку и для спектаклей других театров: Малого, Драматического театра им. В. Ф. Комиссаржевской, пародийного театра-кабаре «Кривое зеркало» и т. д.
В 1905 году основал «Кружок художественных исканий», члены которого были заняты поисками новых изобразительных возможностей в оперной режиссуре и кружок «Музыка народов». В том же году выступал с циклом этнографических концертов. Собирая материал для них, ездил по деревням и местечкам Малороссии, Поволжья, Крыма и Кавказа. Один из основоположников еврейской этнографии в России — собранные в поездках еврейские народные напевы были им использованы в музыкальном сопровождении спектакля «Miserere» по пьесе Семёна Юшкевича и в других произведениях.
Автор опер-пародий на собственные либретто («Не хвались, идучи на рать», «Месть любви, или Кольцо Гваделупы», «Восточные сладости, или Битва русских с кабардинцами»), оркестровых и фортепианных пьес, романсов, песен.
Одна из песен, написанных в жанре городского романса, в исполнении Надежды Плевицкой — «Тихо тащится лошадка» — стала особенно популярной в начале XX века.
Был похоронен на Дорогомиловском кладбище, при ликвидации которого перезахоронен на Новодевичьем кладбище.

## Семья
- Сестра[источник не указан 1368 дней] — актриса Малого театра Наталья Александровна Сац (в замужестве Розенель).
- Жена — камерная певица  Сац Анна Михайловна, урожденная  Щастная (1880—1942), дочь генерал-лейтенанта М. М.  Щастного, сестра капитана 1-го ранга А. М. Щастного.

Дочери:
- - Наталья Ильинична Сац, режиссёр.
  - Нина Ильинична Сац, поэтесса.

## Произведения
Музыка к спектаклю «Синяя птица».